# Hochwurtenspeicher
Der Hochwurtenspeicher  ist ein Stausee mit einem Stauziel von 2417 m ü. A., der sich innerhalb der Goldberggruppe in der österreichischen Gemeinde Flattach befindet. Er verfügt über ein Speichervolumen von 13,15 hm³ und liegt im Einzugsgebiet des Fragantbachs. Der Hochwurtenspeicher ist durch einen 1,6 km langen Druckstollen mit dem ungefähr gleich großen und auf selber Höhe liegenden Stausee Großsee im benachbarten Zirknitztal verbunden. Damit kann der Wasserstand der beiden Stauseen nach dem Prinzip kommunizierender Röhren ausgeglichen werden.
Der künstlich angelegte Hochwurtenspeicher wurde 1972 bis 1974 durch den Bau eines Erdschüttdamms mit einer Oberflächendichtung aus Asphaltbeton und einer 212 m langen Krone aufgestaut. Er verfügte damals über ein Stauziel von 2405 m ü. A. und einen Nutzinhalt von 7,6 hm³. Im Zuge einer zweiten Ausbaustufe von 1978 bis 1980 wurde der Damm um 12 Meter erhöht, der Krone verlängerte sich dadurch auf 260 m. Der Hochwurtenspeicher dient in der Kraftwerksgruppe Fragant der Kelag als Jahresspeicher der Speicherkraftwerke Zirknitz (32 MW), Innerfragant (Stufe Wurten, 66 MW) und Außerfragant (96 MW).